# Ted Meredith
James Edwin Meredith, detto Ted (Chester Heights, 14 novembre 1891 – Camden, 2 novembre 1957), è stato un mezzofondista e velocista statunitense, vincitore di due medaglie d'oro ai Giochi olimpici di Stoccolma 1912.

## Palmarès
| Anno | Manifestazione  | Sede      | Evento      | Risultato  | Prestazione | Note            |
| ---- | --------------- | --------- | ----------- | ---------- | ----------- | --------------- |
| 1912 | Giochi olimpici | Stoccolma | 400 m piani | 4º         | 49"2        |                 |
| 1912 | Giochi olimpici | Stoccolma | 800 m piani | Oro        | 1'51"9      | Record mondiale |
| 1912 | Giochi olimpici | Stoccolma | 4×400 m     | Oro        | 3'16"6      | Record mondiale |
| 1920 | Giochi olimpici | Anversa   | 400 m piani | Semifinale | 50"4        |                 |
| 1920 | Giochi olimpici | Anversa   | 4×400 m     | 4º         | 3'23"6      |                 |